# جورج هنري وايس
جورج هنري وايس (بالإنجليزية: George Henry Weiss)‏ (1898 في كندا - 1946)؛ شاعر وروائي أمريكي.

## روابط خارجية
- جورج هنري وايس على موقع ميوزك برينز (الإنجليزية)